# Находкин, Николай Григорьевич
Никола́й Григо́рьевич Нахо́дкин (25 января 1925 — 3 июля 2018) — советский и украинский учёный, академик НАН Украины: отделение физики и астрономии (с 1990). Профессор факультета радиофизики, электроники и компьютерных систем Киевского Национального университета имени Тараса Шевченко, авторитетный специалист в области микроэлектроники и нанотехнологий.

## Биография
Отец окончил медицинский факультет Харьковского университета, работал врачом. Мать окончила биологический факультет Киевских высших женских курсов, работала учительницей.
- Начальное образование (первые четыре года) получил в сельской школе.
- С 1935 года — в 128-й украинской средней школе г. Киева, которая находилась на Никольской слободке.
- В 1941 году успел окончить девять классов.
- После войны экстерном за две недели сдал экзамены на аттестат зрелости. Поступил на заочное отделение механико-математического факультета Киевского университета
- Через год перешёл на физический факультет и окончил его в 1950 году.
- С 1950 года работал в университете.[2]

## Научные достижения
Николай Григорьевич учился у академика Александра Давыдова, который преподавал квантовую механику. Дипломная работа Находкина вызвала фурор — выпускник быстро превзошёл своих учителей и вскоре
получил благодарность фирмы Цейсс, которая использовала его технологии для улучшения качества телевизионных трубок, которые выпускала.

### «Атлас ионизационных спектров»
Главное направление исследований — исследования в области физики твердого тела. На радиофизическом факультете под руководством Николая Находкина созданы первый в мире справочник «Атлас ионизационных спектров» и монография «Ионизационная спектроскопия».

### Чистота кремния
Киевские радиофизики в лаборатории Николая Находкина обнаружили несоответствие в кремнии, что использовался в СССР при изготовлении миниатюрных полупроводниковых приборов, — в нём было слишком много примесей щелочных металлов. К их советам прислушались, и проблема была очень быстро решена.